# Cantinflas y su prima
Cantinflas y su prima es una película de comedia de enredos mexicana de 1940, dirigida por Carlos Toussaint y protagonizada por Mario Moreno "Cantinflas", Chelo Gómez, Wilfrido Moreno, Tito Novaro y Estanislao Schilinsky. Fue producida por Posa Films como un cortometraje de 17 minutos, y una de las primeras películas protagonizadas por el popular comediante mexicano.

## Historia
Cantinflas y su prima fue un nuevo éxito local de taquilla para Cantinflas, gracias a su humor liviano y a un argumento bastante simple. El libreto fue escrito por Estanislao Shilinsky, quien también participa con un rol estelar en esta película y posteriormente llegó a convertirse en un actor secundario habitual en varias producciones de Cantinflas. Éste fue el sexto y último cortometraje de una serie que se filmó entre 1939 y 1940.  
De acuerdo al productor y dueño de Posa Films S. A. en ese entonces,  Santiago Reachi, estos cortometrajes sirvieron expresamente para promocionar y desarrollar la incipiente carrera del comediante como su artista exclusivo, previo al estreno de su exitosa película Ahí está el detalle de 1940, realizada con mayor presupuesto.

## Argumento
El argumento gira en torno a una mujer infiel que engaña a su marido poniendo como excusa que los hombres que la visitan son sus primos. Esto es así, hasta que Cantinflas, uno de los supuestos primos, le informa la situación al marido de la mujer.

## Reparto
- Mario Moreno "Cantinflas"
- Chelo Gómez
- Wilfrido Moreno
- Tito Novaro
- Estanislao Schilinsky

- Datos: Q5747849